# Lega Democratica Cinese
La Lega Democratica Cinese (中國民主同盟T, 中国民主同盟S, Zhōngguó Mínzhǔ TóngméngP) è uno degli otto partiti politici legalmente riconosciuti nella Repubblica Popolare Cinese.

## Storia
Il partito venne fondato nel 1939 ed assunse il nome ufficiale nel 1944. Inizialmente, fu costituito da una coalizione di tre partiti pro-democratici e da tre gruppi di difesa. Questo partito sostenne, tra gli altri, gli sforzi della Cina durante la seconda guerra sino-giapponese. I membri principali di questo gruppo comprendevano Liang Shuming, Fei Xiaotong, Li Huang, Zhang Junmai, (Carson Chang), Huang Yanpei, Wu Han, Chu Anping e Wen Yiduo. Nel 2010, il partito contava 214.000 iscritti.